# Großraumwagen (Straßenbahn)

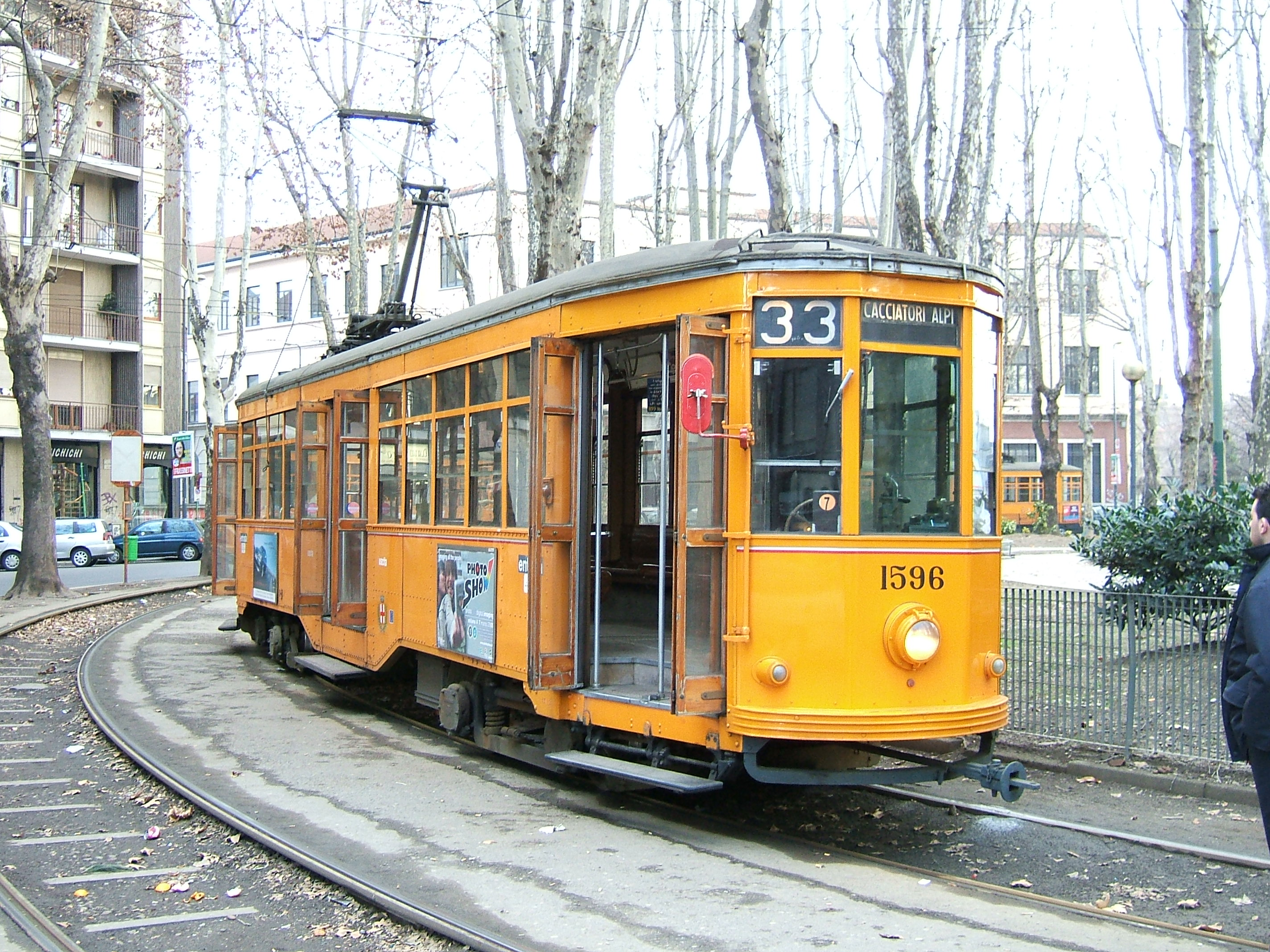
Der 1914 vorgestellte Peter-Witt-Wagen gilt als weltweit erster Großraumwagen, bei der Straßenbahn Mailand ist dieser Typ unter der Bezeichnung Ventotto bis heute im Einsatz

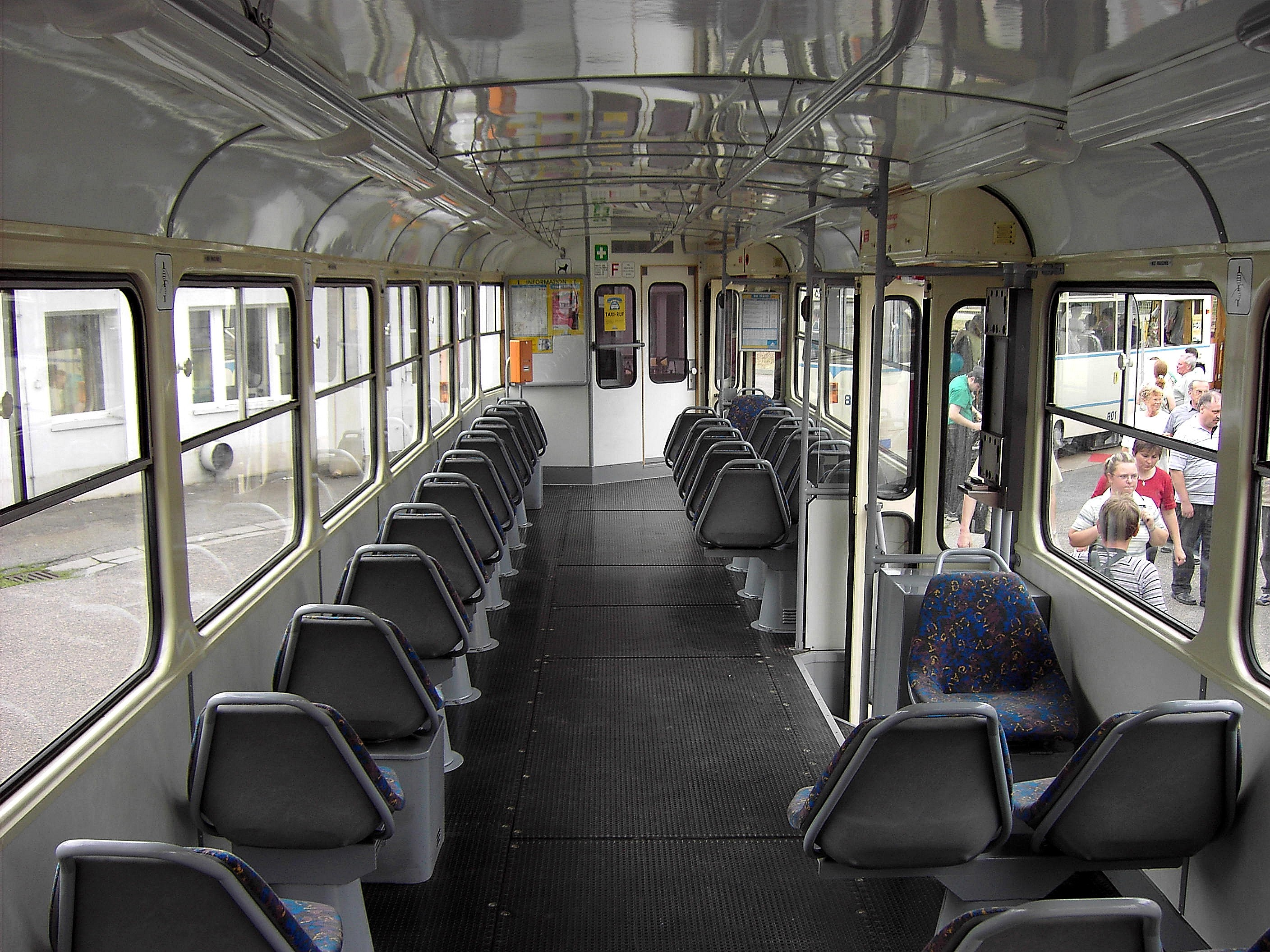
Typisch für Großraumwagen ist der Fahrgastraum ohne Zwischentrennwände, hier bei einem Tatra T3D

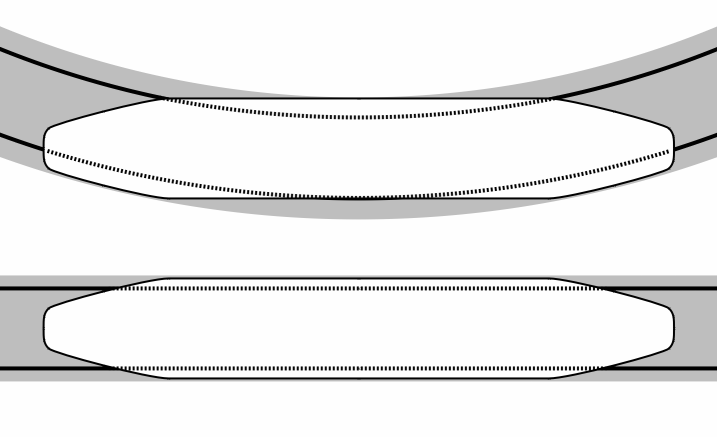
Anders als bei klassischen Zweiachsern sind bei den meisten Großraumwagen Front und Heck mehr oder weniger stark verjüngt, um das Lichtraumprofil bestmöglich ausnutzen zu können

Als Großraumstraßenbahnwagen, Straßenbahn-Großraumwagen oder Großraumwagen, umgangssprachlich auch als Großraumstraßenbahn, bezeichnet man im deutschen Sprachraum eine bestimmte Bauart von Straßenbahntrieb- oder -beiwagen. Es handelt sich hierbei um etwa 13 bis 15 Meter lange, meist vierachsige Drehgestellwagen ohne Gelenk, die – meist mittels verjüngter Wagenenden – die Hüllkurve maximal ausnutzen, im Innenraum keine Trennwände aufweisen und geschlossene Einstiegsplattformen besitzen. Teilweise wurden auch die selteneren Lenkdreiachser als Großraumwagen klassifiziert, die ohne Drehgestelle auskommen. Großraumwagen weisen meist drei Ein-/Ausstiege vorn, in der Mitte und hinten auf – seltener sind Vertreter ohne mittlere Tür.
In der DDR wurden lange Kombinationen aus drei Großraumwagen als Großzug bezeichnet, diese Benennung ist in Ostdeutschland bis heute üblich. Sie wurde später allerdings auch für Gespanne aus drei Kurzgelenktriebwagen verwendet.

## Geschichte
Ursprünglich waren fast alle Straßenbahnfahrzeuge zweiachsig und damit vergleichsweise kurz, die Einstiegsplattformen waren zunächst offen. Auch als viele Betriebe später auf teilweise oder vollständig geschlossene Plattformen umstellten, blieben die Trennwände zwischen Einstiegsbereichen und Fahrgastraum erhalten. Meist war das Passagierabteil noch durch zusätzliche Schiebetüren separiert, um die Fahrgäste vor Zugluft zu schützen.
Erste vierachsige Straßenbahntriebwagen – ebenfalls noch mit Zwischenwänden im Innenraum und teilweise auch noch offenen Plattformen – erschienen schließlich zu Beginn des 20. Jahrhunderts. Diese zweimotorigen Fahrzeuge waren etwa neun bis elf Meter lang und stellten somit eine Zwischenform zum späteren Großraumwagen dar, konnten sich aber gegenüber den Zweiachsern kaum durchsetzen. Beispiele hierfür sind die ab 1897 gebauten Brandenburg-Wagen der Berliner Straßenbahn und die sogenannten Maximumtriebwagen, die in Deutschland beispielsweise ab 1898 in München verkehrten.
Erst das Aufkommen des Fahrgastfluss-Prinzips ermöglichte schließlich die Herstellung noch längerer Einheiten, weil die sitzenden Schaffner fortan mehr Fahrgäste abfertigen konnten als die klassischen Pendelschaffner. Parallel dazu stellte die Industrie außerdem leistungsfähigere Motoren sowie Steuerungstechnik für viermotorige Fahrzeuge und dazu passende Drehgestelle vor. Wegweisend war hierbei insbesondere der 1914 vorgestellte Peter-Witt-Wagen, der als weltweit erster Großraumwagen gilt. Die Einführung schnell schließender automatischer Außentüren ermöglichte gleichzeitig den Verzicht auf die Zwischenwände im Innenraum. Dies erleichterte den Fahrgästen das Aufrücken im Wagen und beschleunigte somit die Abfertigung. Unabhängig davon besitzen modernere Großraumwagen aber geschlossene Fahrerkabinen.
Aufgrund ihrer Tradition als Fahrzeuge mit Fahrgastfluss sind die allermeisten jemals gebauten Großraumwagen Einrichtungsfahrzeuge. Andernfalls müssten entweder zwei Schaffnersitze eingebaut werden – womit zusätzlich zu den gegenüberliegenden Türbereichen weiterer Raum für Fahrgäste verloren ginge – oder aber die Fahrgäste müssten mal vorne und mal hinten einsteigen. Bei schaffnerlosem Betrieb besteht dieses Problem nicht, der bei den Fahrgästen meist unbeliebte Fahrgastfluss konnte damit in der Regel wieder aufgegeben werden. In der Regel ersetzte ein Großraumwagen dabei einen Zweiwagenzug aus zweiachsigem Triebwagen und zweiachsigem Beiwagen, wodurch je Zug nur noch zwei statt drei Mann Personal notwendig waren. 
Den Durchbruch erlebten Großraumwagen mit der Einführung des US-amerikanischen PCC-Wagens in den 1930er Jahren. Maßgebliche Baureihen in Europa waren der Ventotto (ab 1927), der Große Hecht (ab 1929), der LM-33 (ab 1933), der Schweizer Standardwagen (ab 1940), der Duewag-Großraumwagen (ab 1951), der Gothawagen T4-62 (ab 1961) sowie die PCC-Nachbauten des tschechoslowakischen Herstellers Tatra: T1 ab 1952, T2 ab 1958, T3 ab 1960 und T4 ab 1967. Ferner die Baureihen V6 und V7 der Hamburger Straßenbahn (ab 1949) und der für die Straßenbahn Budapest typische Ganz UV (ab 1956). Die UV-Wagen wurden als Eineinhalbrichtungswagen geliefert und in der Regel paarweise als Zweirichtungszüge eingesetzt.
In Westdeutschland, Österreich und der Schweiz wurden die Großraumwagen schon ab den 1960er Jahren zunehmend durch die noch längeren Gelenkwagen verdrängt. In diesen drei Ländern gingen die jeweils letzten Exemplare 1984 nach Braunschweig (LHB-Beiwagen), 1990 nach Wien (c5-Beiwagen) und 1992 nach Zürich (Tram 2000 Be 2/4). Außerdem erhielt Bielefeld noch 1999 fünf Mittelbeiwagen des Typs MB4, die aber als Stadtbahn-Fahrzeuge gelten. 
In den ehemaligen Ostblockstaaten setzte man hingegen noch deutlich länger auf diese Bauart. Zu den wichtigsten Vertretern dort gehörten vor allem die bereits oben erwähnten Tatra-Wagen verschiedener Bauarten, dieser Hersteller war im Rahmen der RGW-Verträge als Hauptproduzent von Straßenbahnwagen vorgesehen. Als letzten Großraumtyp stellte Tatra noch bis 2000 die Baureihe T6B5 her. Darüber hinaus dominierten vor allem die Typen KTM-5 in der Sowjetunion (gebaut bis 1992), Konstal 105Na in Polen (gebaut bis 1994) und Timiș 2 in Rumänien (gebaut bis 1990). Die Ust-Katawer Waggonbaufabrik in Russland hatte mit dem Typ 71-619 bis 2012 einen Großraumwagen im Programm. 

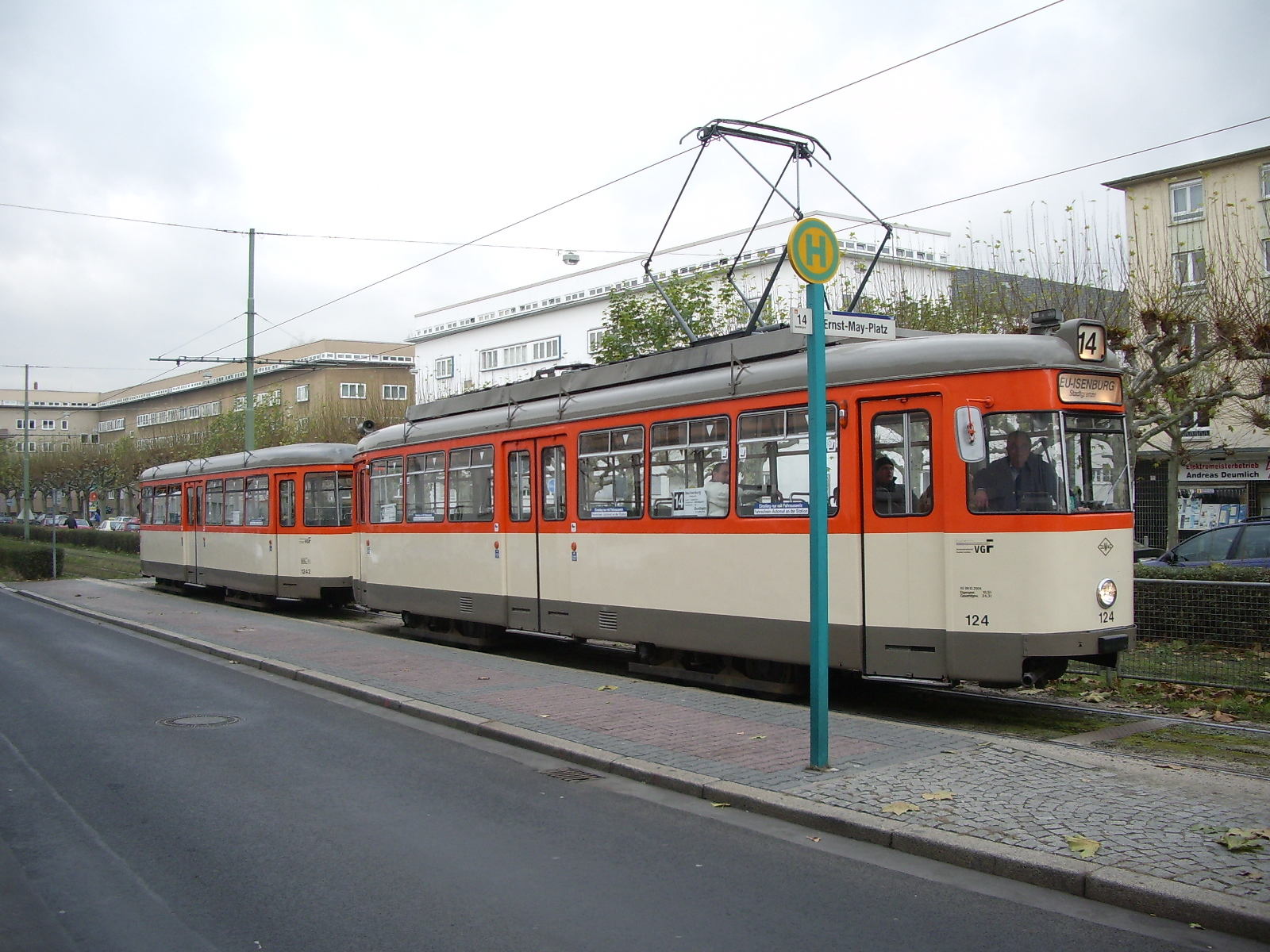
Historischer T4-Zug der Straßenbahn Frankfurt am Main aus L-Triebwagen und l-Beiwagen
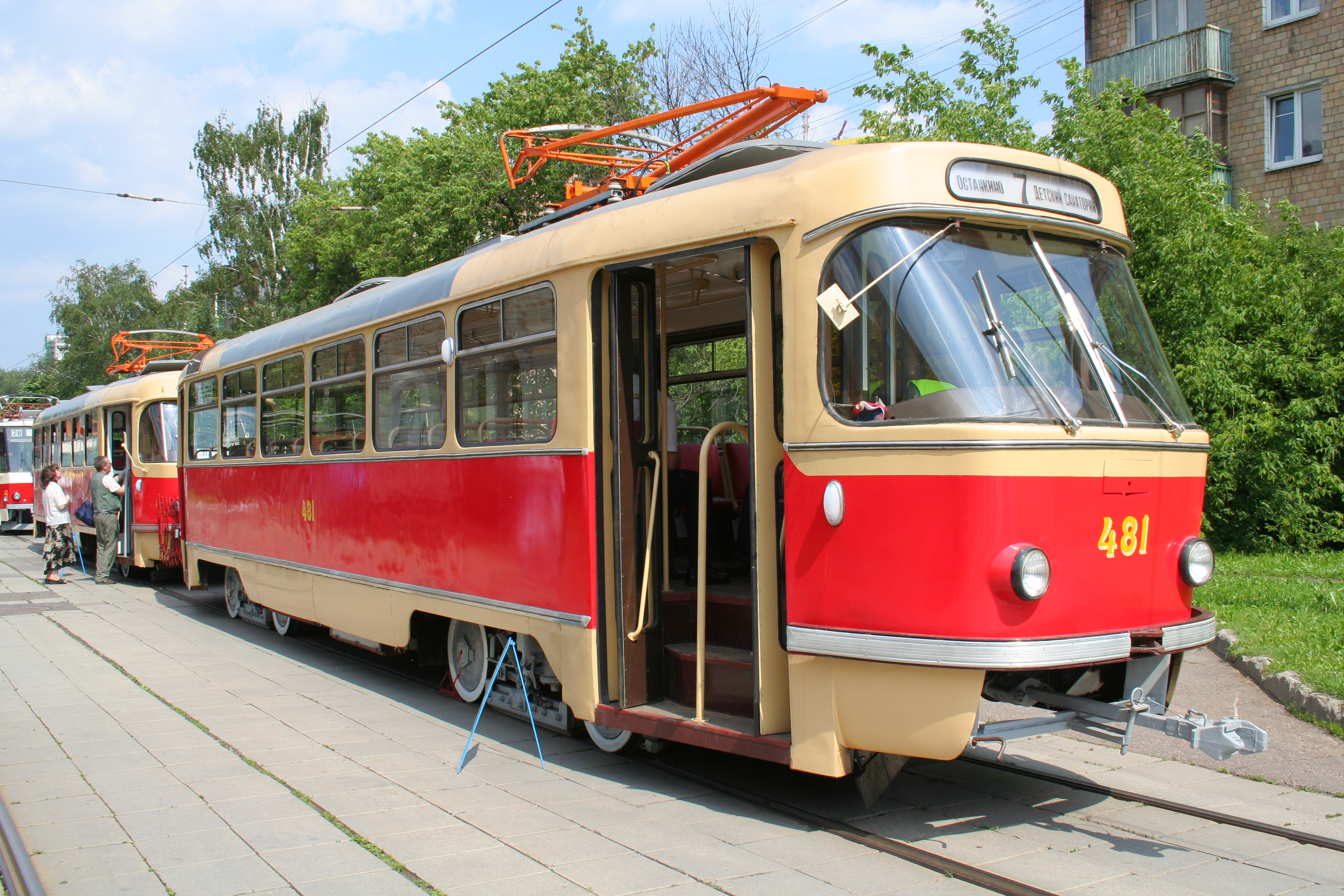
Vergleichsweise selten sind zweitürige Großraumwagen, hier in Moskau
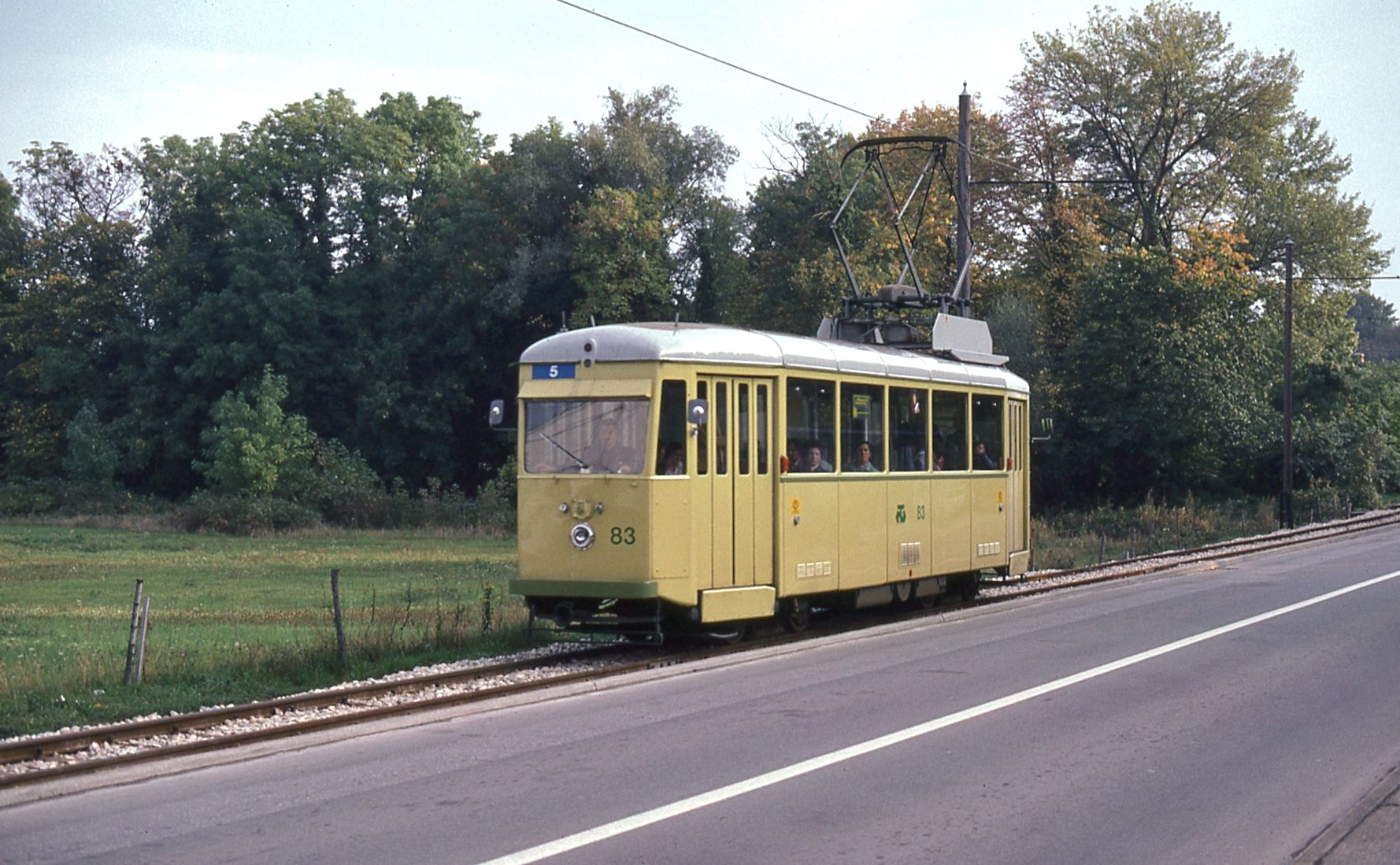
Nur relativ wenige Großraumwagen entstanden in Zweirichtungs-Bauweise, hier ein Schweizer Standardwagen der Strassenbahn Neuenburg
Typischer Großraumwagen mit stilisiertem breiten Hintereinstieg auf einem Schweizer Verkehrszeichen
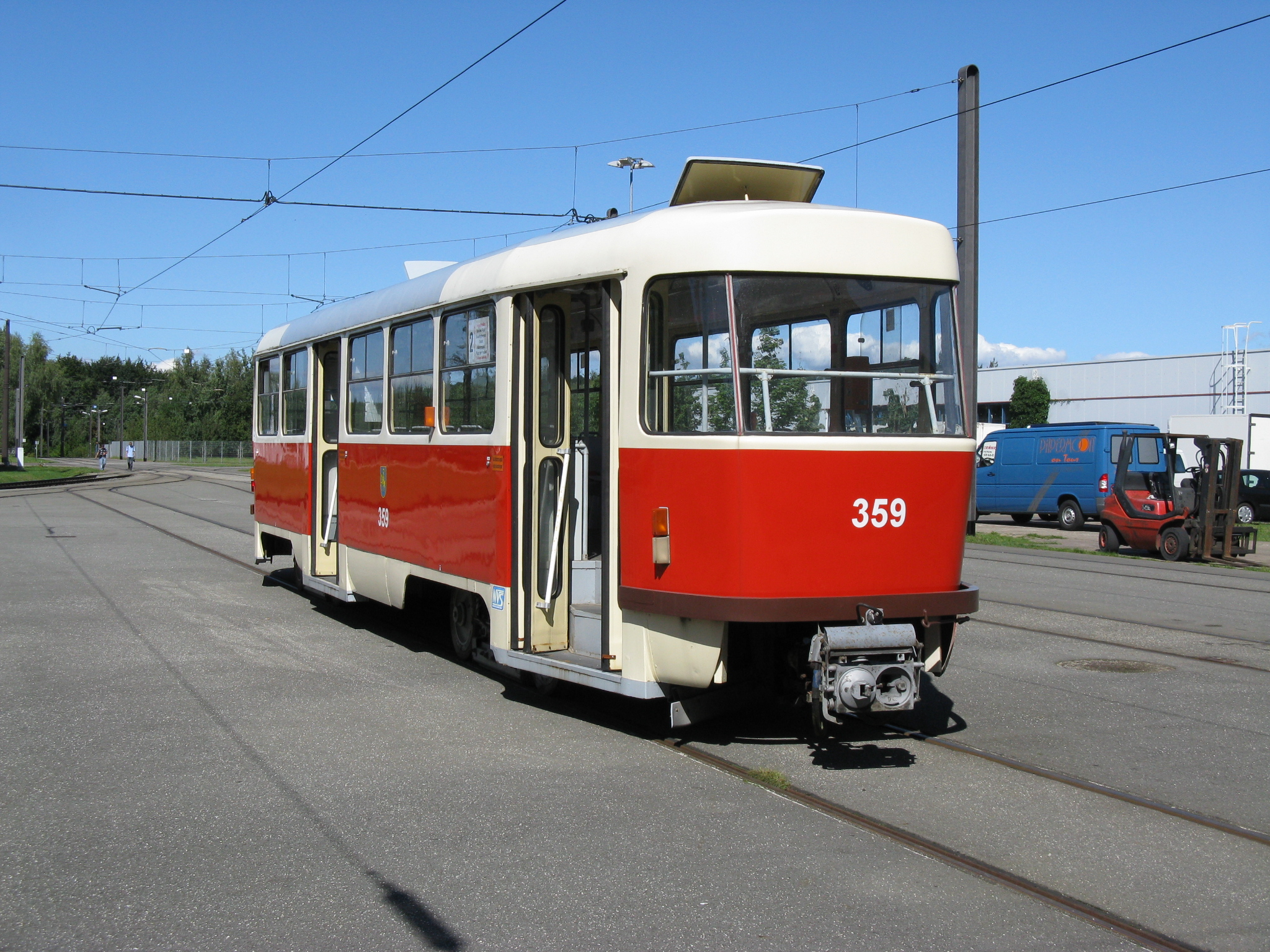
Schweriner Großraum-Beiwagen Typ B3D
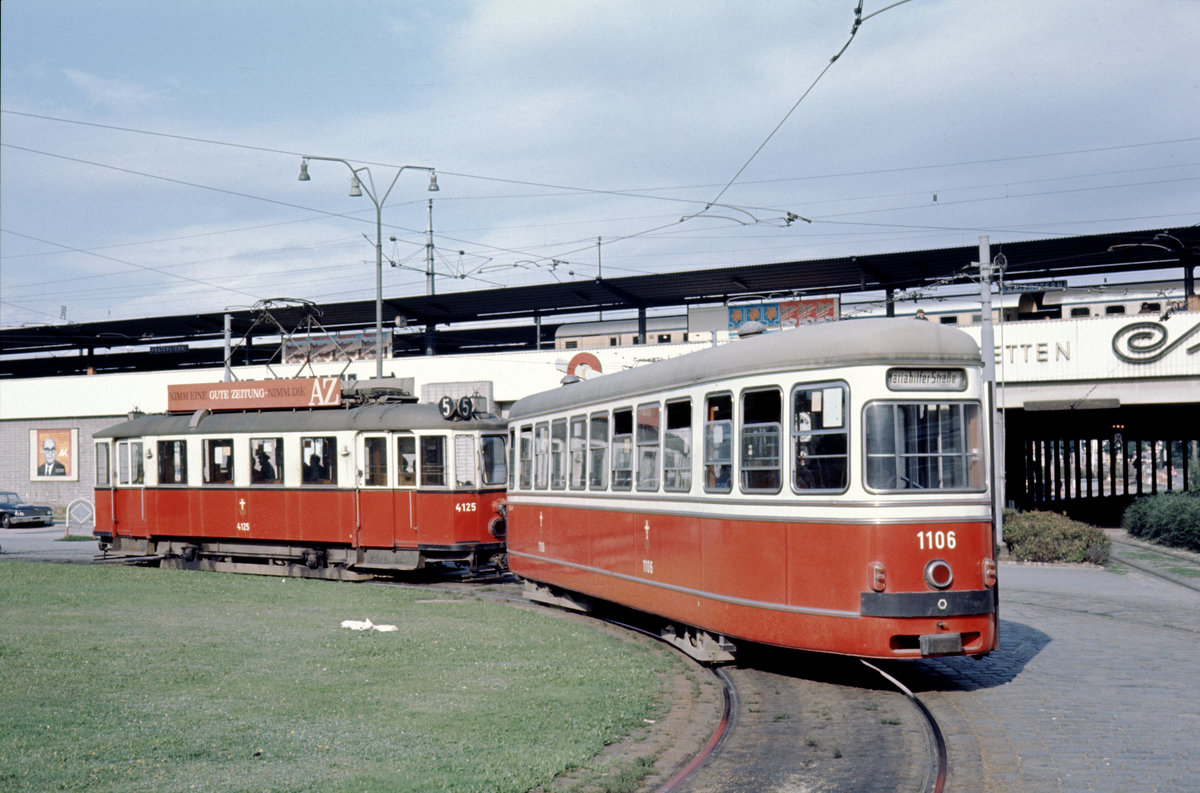
Typisch für Wien waren die sogenannten Halbstarken-Garnituren aus älteren zweiachsigen Triebwagen und Großraumbeiwagen

## Niederflurige Wagen
Großraumwagen sind in aller Regel Hochflurfahrzeuge. Die meisten von ihnen wurden in einer Zeit gebaut, als die Niederflurtechnik noch keine so große Rolle spielte beziehungsweise konstruktiv noch nicht so weit fortgeschritten war, wie dies heute der Fall ist. Trotzdem besitzen manche Typen zwischen den beiden Drehgestellen einen kurzen Niederflurbereich. Dies war einerseits in der Anfangszeit dieses Typs vereinzelt der Fall, andererseits wurden Großraumwagen ab den 1990er Jahren teilweise auch nachträglich mit einem barrierefreien Einstieg in der Mitte versehen. Anders als bei den meisten niederflurigen Gelenkwagen sind hierbei keine konstruktiven Kompromisse im Bereich der Laufräder notwendig, was besonders bei Antriebsrädern mitunter schwierig ist. Im Gegenzug fällt der Niederflurbereich aber nur vergleichsweise klein aus, zudem sind im Wagen größere Höhenunterschiede auf engstem Raum zu überwinden. Um den Niederflurbereich etwas zu vergrößern, verlängerte man beim Umbau vereinzelt den Wagenkasten, so etwa beim Tatra T3R.PLF. 
Eine Ausnahme vom partiell niederflurigen Großraumwagen stellen die zwischen 1994 und 2002 gebauten und durchgehend niederflurigen Beiwagen in Leipzig (38 Stück NB4, Typ 68), Darmstadt (30 Stück SB9) und Rostock (22 Stück 4NBWE) dar. Diese Sonderkonstruktionen sind jedoch nur noch bedingt den klassischen Großraumwagen zuzurechnen. 

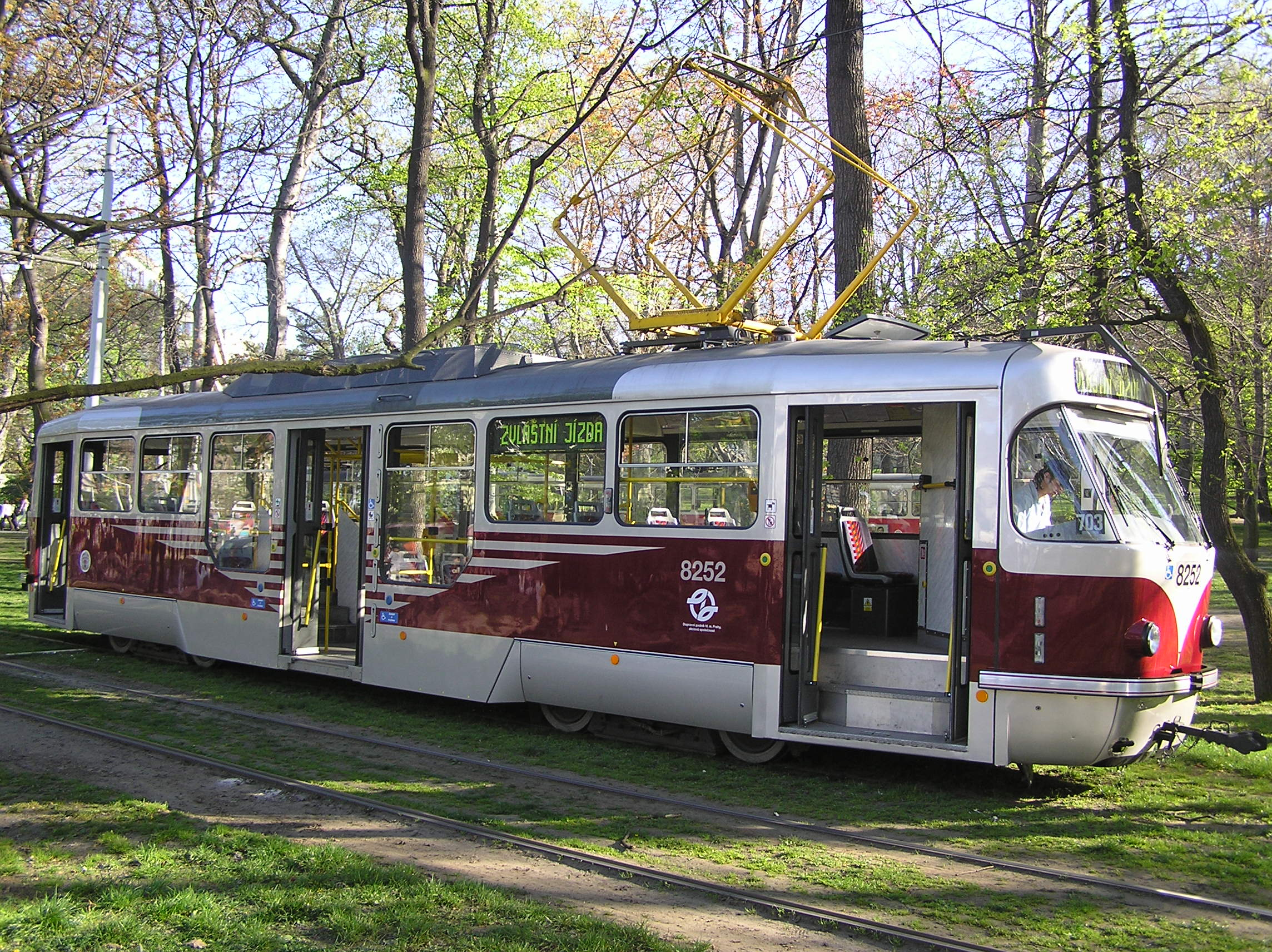
Nachträglich eingebauter Niederflurbereich bei einem T3R.PLF in Prag, hierzu wurde der ehemalige Tatra T3 um eine Fensterbreite verlängert
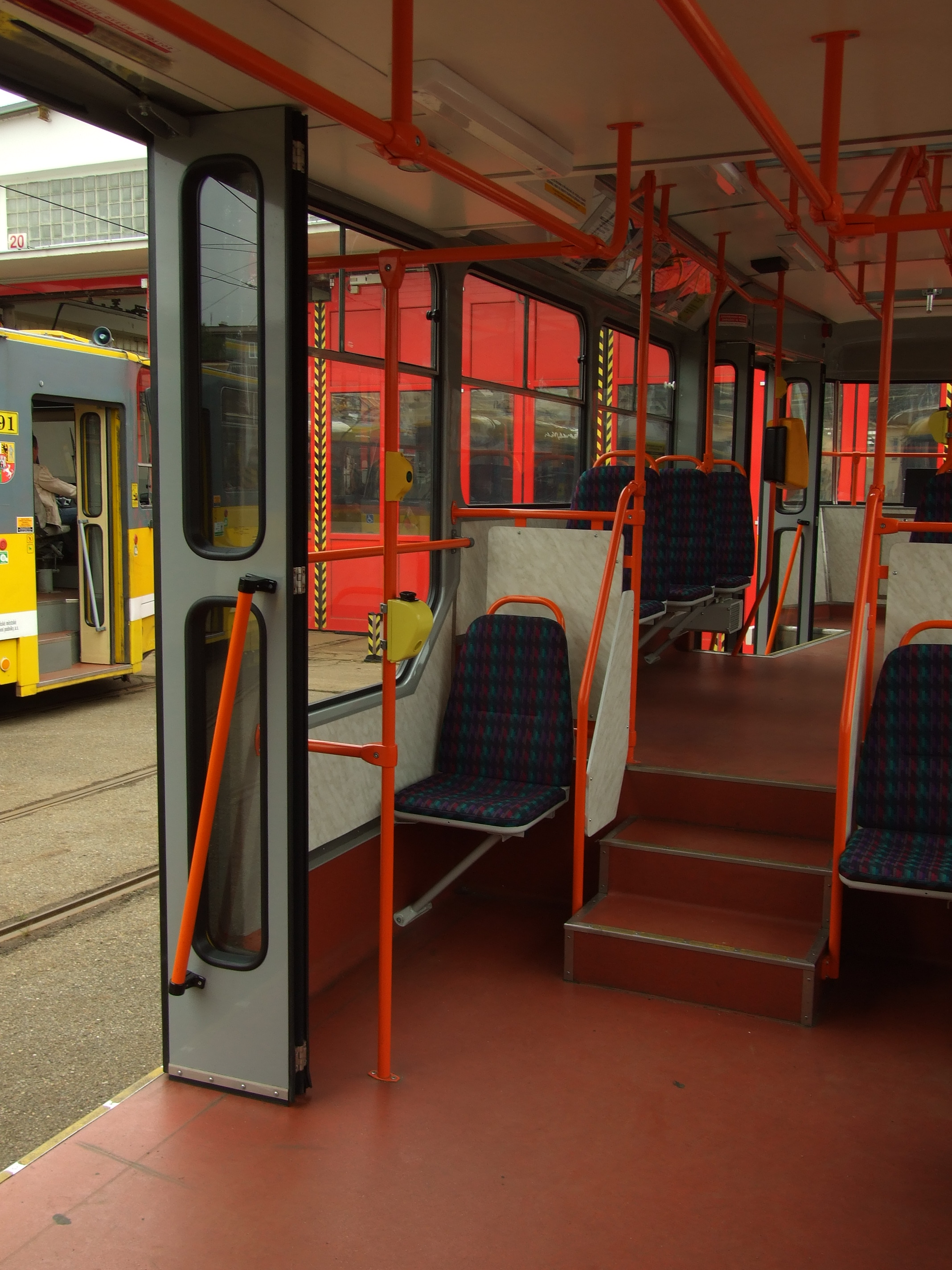
Der Niederflurbereich eines Pilsener Tatra T3R.PLF
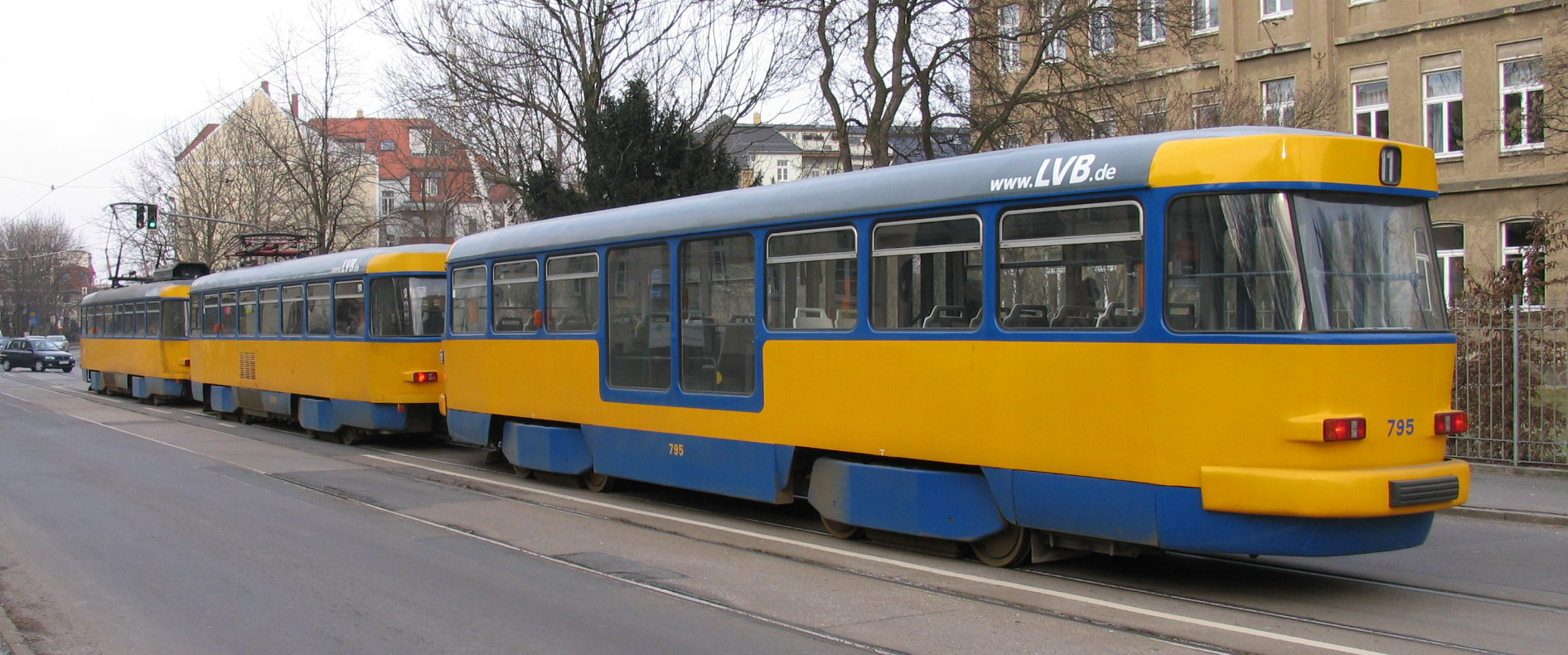
Leipzig, nachträglich eingebauter Niederflurbereich, Beiwagen B4D-NF, Typ 65d
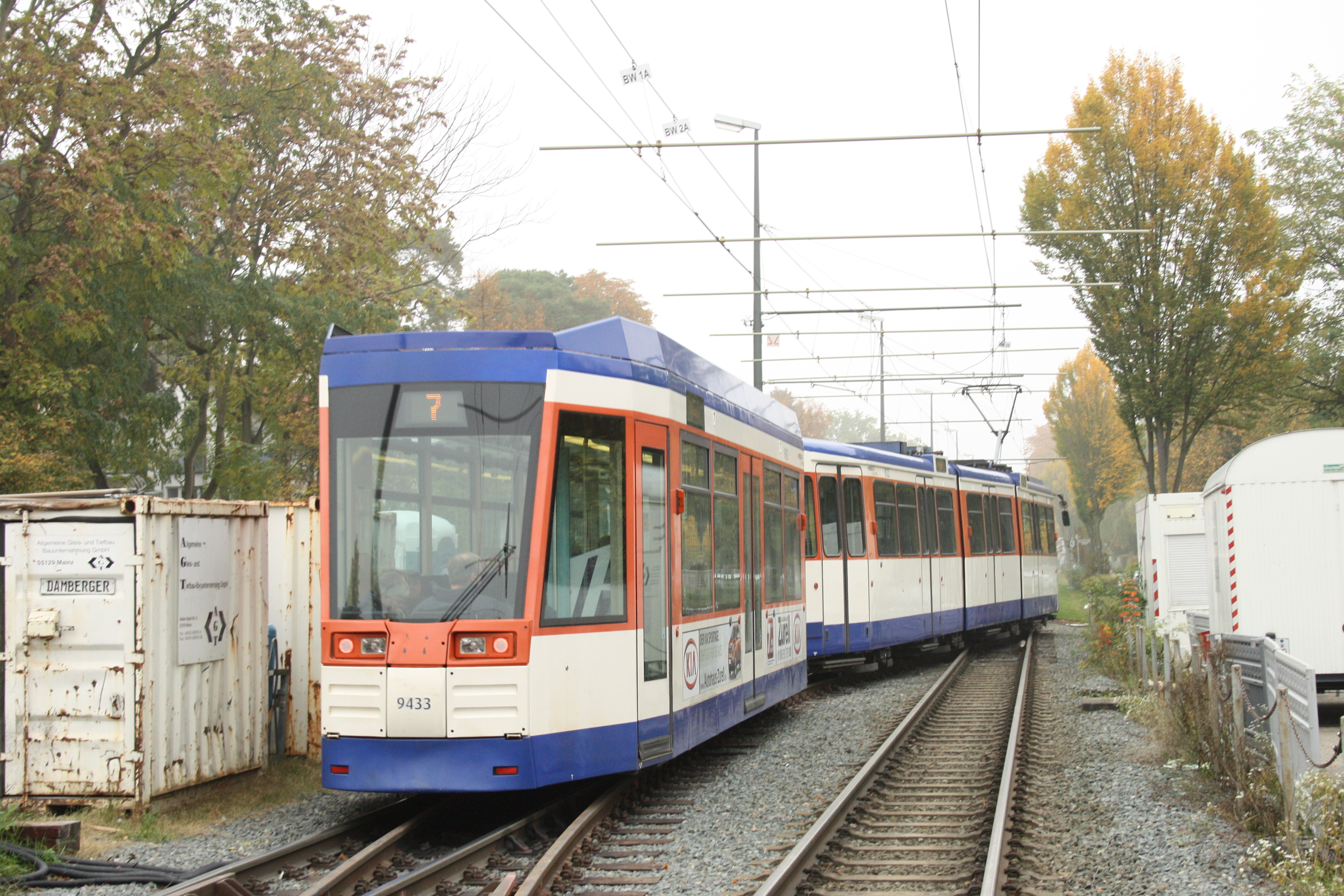
Durchgehend niederfluriger Beiwagen des Typs SB9 in Darmstadt